# Loka pri Mengšu
Loka pri Mengšu este o localitate din comuna Mengeš, Slovenia, cu o populație de 795 de locuitori.